# Hugo Wolf

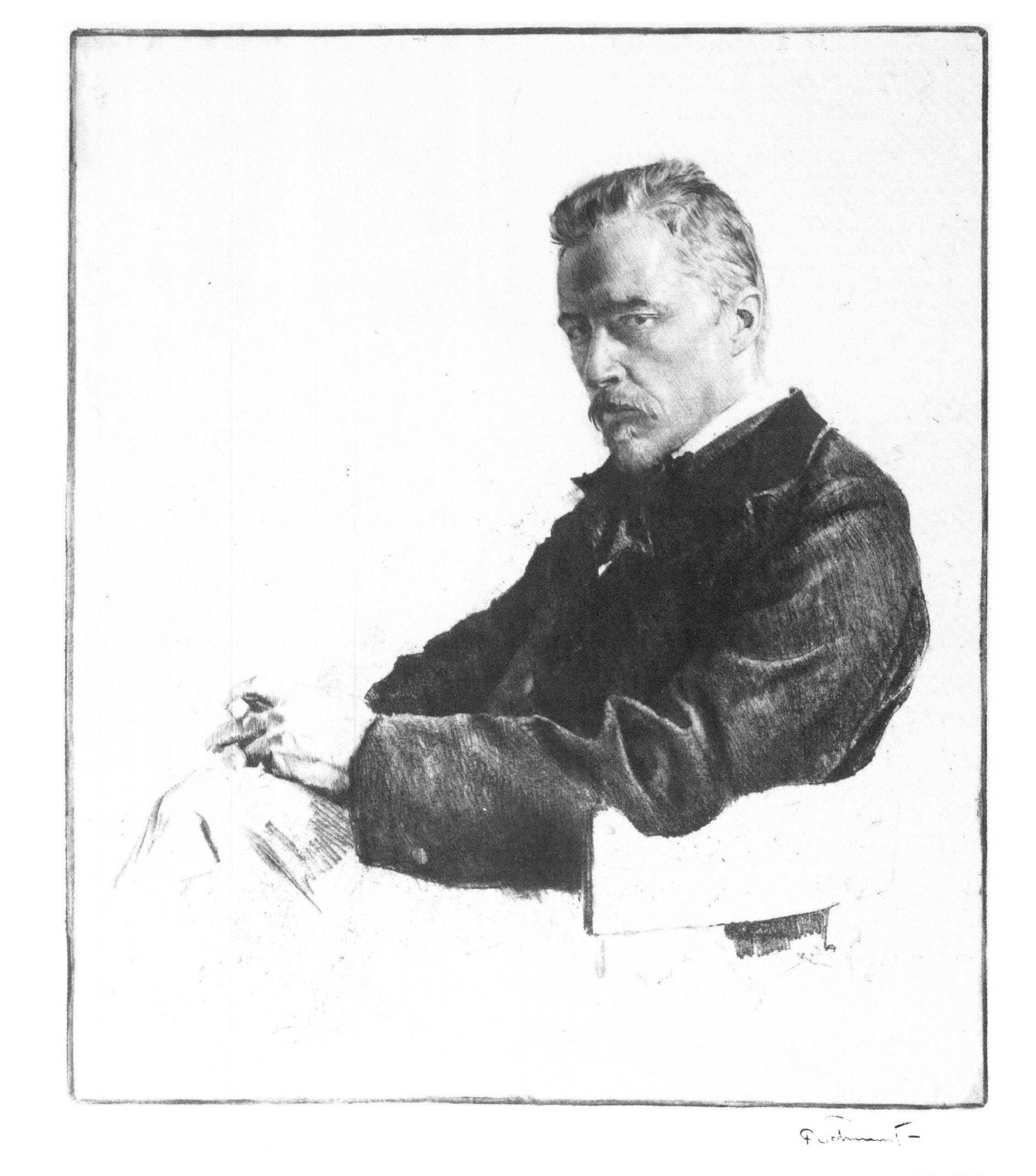
Hugo Wolf, nach einer Photographie radiert von Ferdinand Schmutzer (1921)

Hugo Philipp Jakob Wolf (* 13. März 1860 in Windischgrätz (Slovenj Gradec); † 22. Februar 1903 in Wien) war ein österreichischer Komponist und Musikkritiker.

## Leben

### Herkunft und Ausbildung

Geburtshaus mit Gedenktafel in Slovenj Gradec (Windischgrätz)

Hugo Wolf war das vierte von acht Kindern des Lederhändlers Philipp Wolf (1828–1887) und seiner Frau Katharina, geborene Nußbaumer, die aus Malborgeth stammte und mütterlicherseits slowenische Wurzeln hatte.
Von seinem Vater, der auch leidenschaftlicher Musiker war, lernte Wolf das Klavier- und Geigenspiel. Seine Schulzeit in Graz und am Stiftsgymnasium St. Paul im Lavanttal war wenig glücklich. Nur in der Musik zeigten sich seine Fähigkeiten.
Ab 1875 war er Schüler von Robert Fuchs am Konservatorium in Wien, wo Gustav Mahler sein Mitschüler war. Anscheinend lernte er dort nur sehr wenig, und 1877 wurde er wegen eines Scherzes in Form eines Drohbriefes an den Rektor, mit dem er möglicherweise nichts zu tun hatte, entlassen. Ab einem Alter von siebzehn war er für seine musikalische Ausbildung auf sich selbst angewiesen. Von Klavierunterricht und dank unregelmäßiger finanzieller Unterstützung durch seinen Vater konnte er einige Jahre lang in Wien leben.
1881 nahm er eine Stelle als Hilfskapellmeister am Salzburger Stadttheater an, wurde aber bereits nach drei Monaten entlassen und zumindest als Musiker nie wieder fest angestellt.

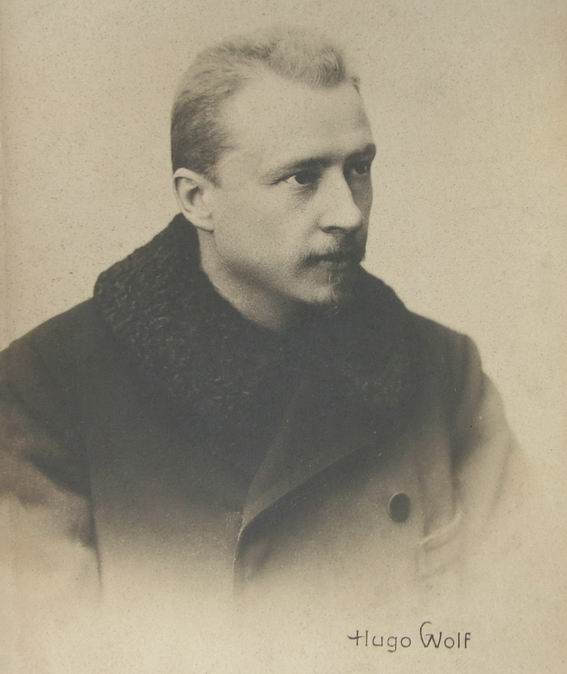
Hugo Wolf (1885)

### Tätigkeit als Musikkritiker
1884 wurde Wolf Musikkritiker der 1869/70 gegründeten, „den Bedürfnissen des österreichischen Adels entgegenkommenden“ Boulevardzeitung Wiener Salonblatt – internationale Gesellschaftsrevue und gewann durch seinen kompromisslos beißenden und sarkastischen Stil einige Berühmtheit, die ihm allerdings in seinem späteren Erfolg eher hinderlich sein sollte. Entgegen seiner späteren Reputation als Anwalt musikalischen Fortschritts stand Wolf der „Hatze nach Neuem“ in der zeitgenössischen Musik durchaus ablehnend gegenüber. Seine glühende Verehrung für Richard Wagner war mit einer harten Ablehnung von Johannes Brahms verbunden, dessen Werk er zeitlebens verachtete. Brahms hingegen las Wolfs Angriffe im Salonblatt genüsslich im Freundeskreis vor. Wolf war aber nicht wegen seiner leidenschaftlichen Kritiken bei dieser Zeitung angestellt, sondern weil einer seiner Gönner sein Honorar in Form von Inseratenaufträgen dem Blatt wieder zukommen ließ.

### Leben als Komponist
1887 veröffentlichte Wolf zwölf seiner Lieder, kündigte seine Stellung beim Salonblatt und begann sich nur noch der Komposition zu widmen. Die folgenden neun Jahre sollten seinen Ruhm als Komponist begründen. Sie waren geprägt von Perioden intensiver Schaffenskraft im Wechsel mit Zeiten geistiger und physischer Erschöpfung, in denen es ihm manchmal sogar unerträglich war, irgendwelche Musik zu hören.
Wolf hatte zeitlebens unter extremer Armut zu leiden, was für ihn aufgrund seiner schwachen Gesundheit und seines stolzen, sensiblen und nervösen Charakters schwer erträglich war. Im Wege stand seinem beruflichen Erfolg insbesondere sein empfindliches und schwieriges Temperament. Sein Einkommen verdankte er fast nur den ausdauernden Bemühungen einer kleinen Gruppe von Freunden, Musikkritikern und Sängern, unter anderem Ferdinand Jäger, seine Lieder bekannt zu machen, der Unterstützung des Wiener akademischen Wagner-Vereins und der Gründung von Hugo-Wolf-Vereinen, z. B. 1897 von Michael Haberlandt in Wien. Gefördert wurde er auch von Heinrich und Marie Werner in Perchtoldsdorf, die ihm ihr Haus in der kalten Jahreszeit, wenn es von ihnen nicht selbst bewohnt war, überließen. Die Veröffentlichung seiner Lieder durch den Musikverlag Schott 1891 brachte ihm zwar Ansehen, nach fünf Jahren aber lediglich 85 Mark und 35 Pfennige ein. Dementsprechend lebte Wolf zumeist in einfachen Unterkünften, bis die Großzügigkeit seiner Freunde ihm 1896 eine eigene Bleibe verschaffte, in der er ein Jahr leben konnte.

### Krankheit und Tod

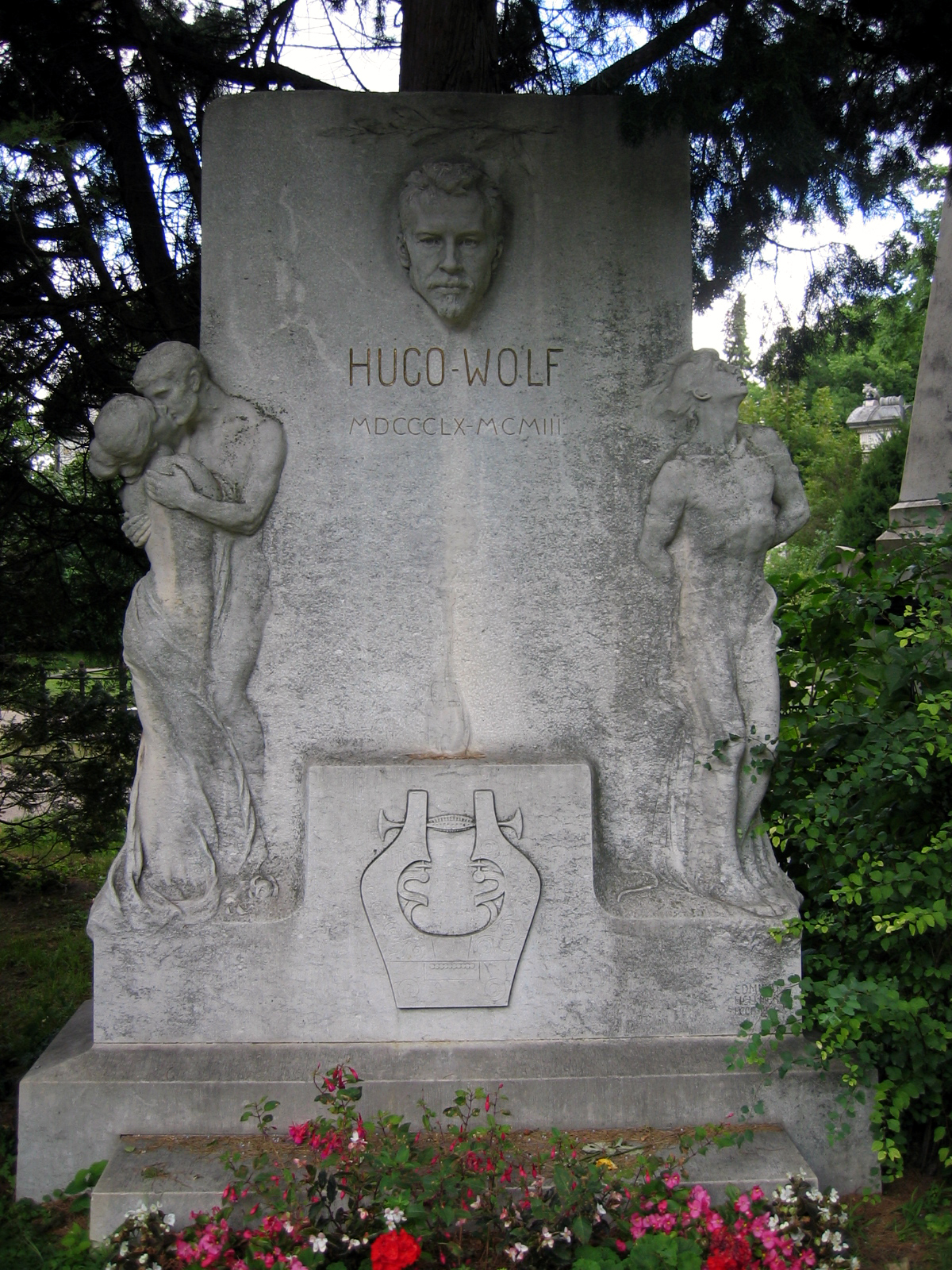
Ehrengrab auf dem Wiener Zentralfriedhof

Im September 1897 machten die Auswirkungen der Syphilis, die er sich im Alter von achtzehn Jahren zugezogen hatte, eine Einweisung in eine Heilanstalt nötig. Wolf hatte unter anderem begonnen, von sich als ernanntem Direktor der Wiener Hofoper zu sprechen, und plante in dieser Funktion, dem Intendanten der Hoftheater seine Aufwartung zu machen. Der für diesen Besuch bestellte Wagen brachte Wolf direkt in die Klinik des Wiener Nervenarztes Wilhelm Svetlin (1849–1914), die Privatheilanstalt für Gemüthskranke auf dem Erdberge zu Wien III., Leonhardgasse 3 und 5. Obwohl Svetlin die unheilbare Krankheit des Künstlers erkannt hatte, entließ er ihn am 24. Januar 1898 als geheilt. Wolf hielt sich bis zum Sommer des Jahres an der Adria auf, dann in Traunkirchen, Oberösterreich.
Nach einem abgebrochenen Selbstmordversuch im Traunsee wurde er auf eigenen Wunsch nicht der Klinik Dr. Svetlin, sondern der in Wien-Alsergrund gelegenen Niederösterreichischen Landesirrenanstalt übergeben. Nach vier leidvollen Jahren starb er dort am 22. Februar 1903. Franz Seifert nahm ihm die Totenmaske ab.
Sein Ehrengrab, mit einem von Edmund von Hellmer entworfenen Grabmal, befindet sich auf dem Wiener Zentralfriedhof (Gruppe 32 A, Nummer 10). Noch im Todesjahre 1903 wurde in Wien-Mariahilf (6. Bezirk) die Hugo-Wolf-Gasse nach ihm benannt.

## Musikgeschichtliche Bedeutung
Unter denjenigen Komponisten der Spätromantik, die den Standpunkt vertraten, dass die überkommenen Regeln der Schönheit und Form aufgegeben werden müssen, wenn sie einer genaueren oder lebendigeren Verwirklichung eines dramatischen oder emotionalen Ausdrucks entgegenstehen, nimmt Wolf einen besonderen Platz nicht wegen der besonders gewagten Originalität seiner Methoden und der bemerkenswerten Eigentümlichkeiten seines persönlichen Stils ein, sondern weil diese die direkte Konsequenz einer äußerst tiefen poetischen Einsicht und Vorstellungskraft sind.
Die Häufigkeit von Liedern, die von einer einzigen musikalischen Phrase – einer Art Leitmotiv – in der Begleitung aus aufgebaut sind, hat zu der irreführenden Behauptung geführt, dass sein Werk nichts anderes sei als die Übertragung von Wagnerschen Prinzipien auf das Kunstlied. In Wirklichkeit variiert die Form seiner Lieder im selben Ausmaß wie die Form der Gedichte, die er vertonte. In gleicher Weise bemerkenswert ist der große Umfang von musikalischen Stilen, die Wolf beherrschte. Doch sind bei Wolf Form und Stil so eng mit den poetischen Ideen, welche sie verkörpern, verbunden, dass sie kaum unabhängig vom Text analysiert werden können.

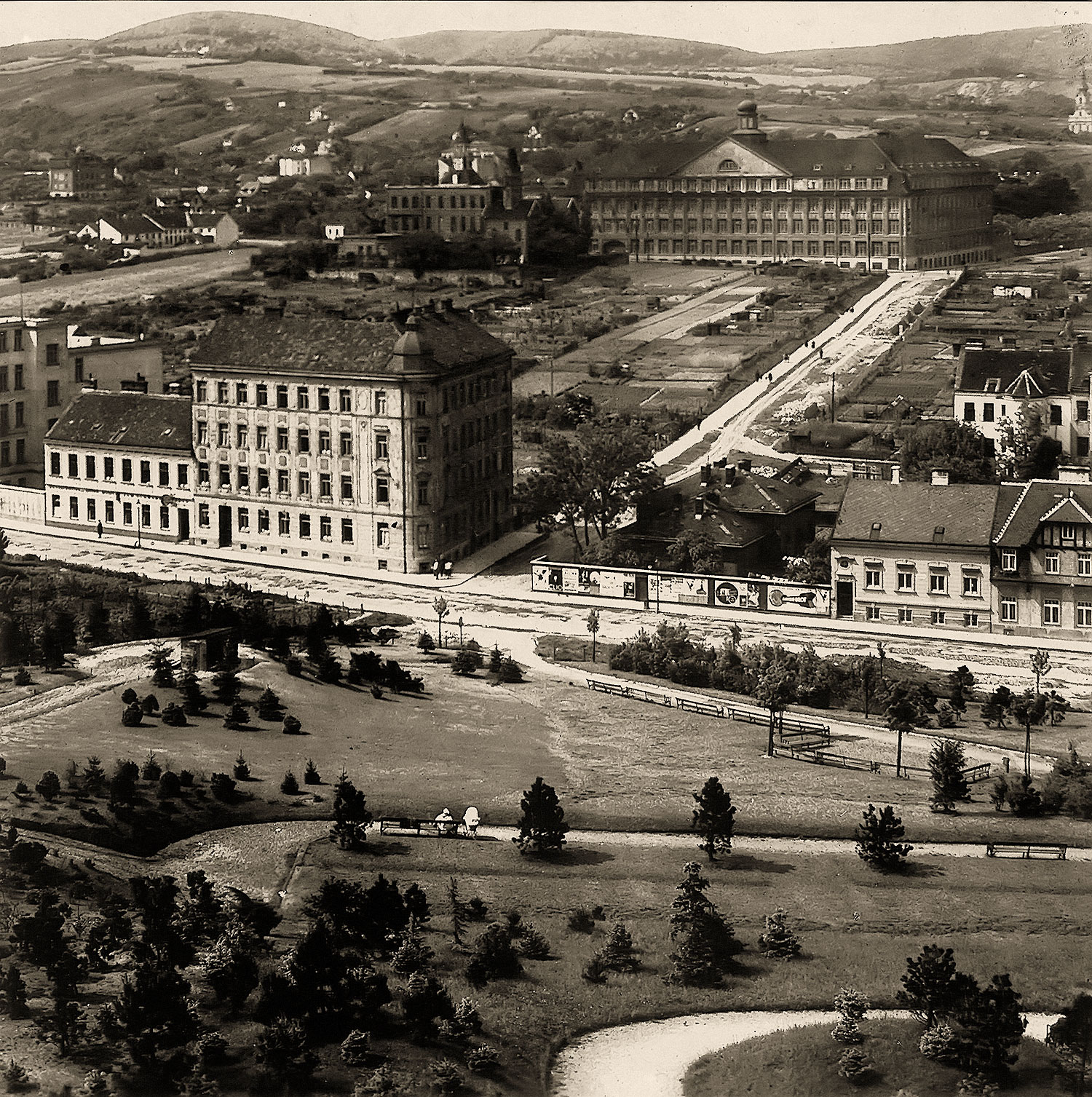
Hugo-Wolf-Park in Wien (Döbling) um 1920

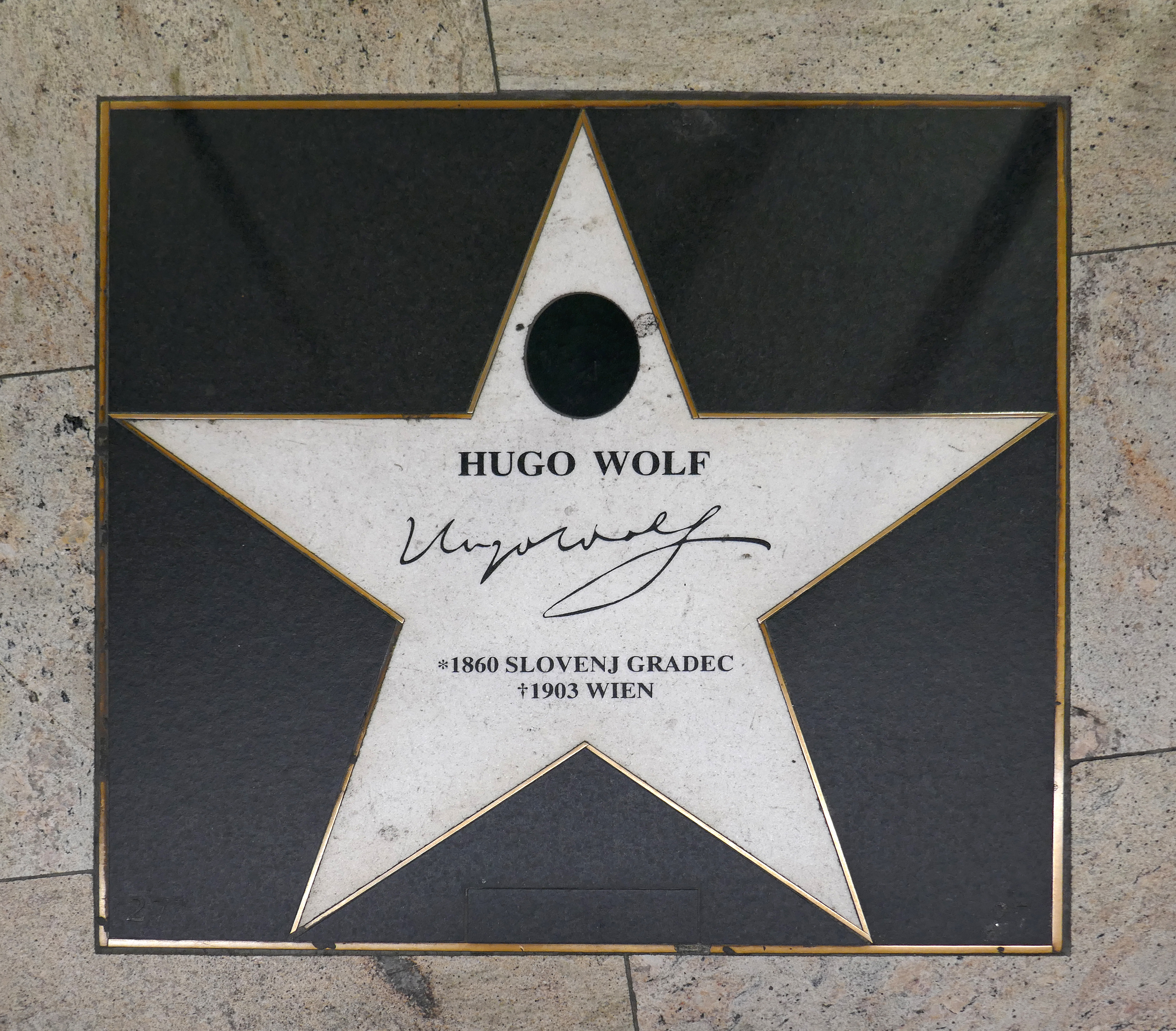
Stern auf der Musikmeile Wien

Der Grazer Komponist Joseph Marx, der durch seine kurz nach Hugo Wolfs Tod entstandenen Lieder berühmt wurde, wird allgemein als musikalischer Erbe der Wolfschen Liedtradition angesehen. Mit einer von impressionistischer Klangmalerei gekennzeichneten Spätromantik knüpfte Marx direkt an Wolfs melodiösen Stil an und fügte so dem österreichischen Lied eine weitere klangvolle Facette hinzu.

Hugo Wolfs Briefe an Emil Kauffmann, im Auftrage des Hugo Wolf-Vereins in Wien

Mit dem Universitätsmusikdirektor in Tübingen und Komponisten Emil Kauffmann verband Wolf eine enge Freundschaft, und sie tauschten sich intensiv in Briefen über ihre Kompositionen zu Mörike-Gedichten aus.

## Nachwirken
Hugo Wolfs Name findet in einem Kindergedicht von Mascha Kaléko (1907–1975) eine gewitzte Reminiszenz:
"Der Wolf - wer oder was ist er: [...] Im Schafspelz blickt er brav und bieder / Mit Namen Hugo schreibt er Lieder."

## Werke (Auswahl)

### Bühnenwerke
- Bühnenmusik für Ibsens Das Fest auf Solhaug, 1890/91
- Der Corregidor, Oper in vier Akten, die 1896 in Mannheim mit Erfolg uraufgeführt wurde
- Manuel Venegas, Opernfragment, 1897.
- Jerusalem (unvollständige Oper 1897)

### Vokalwerke

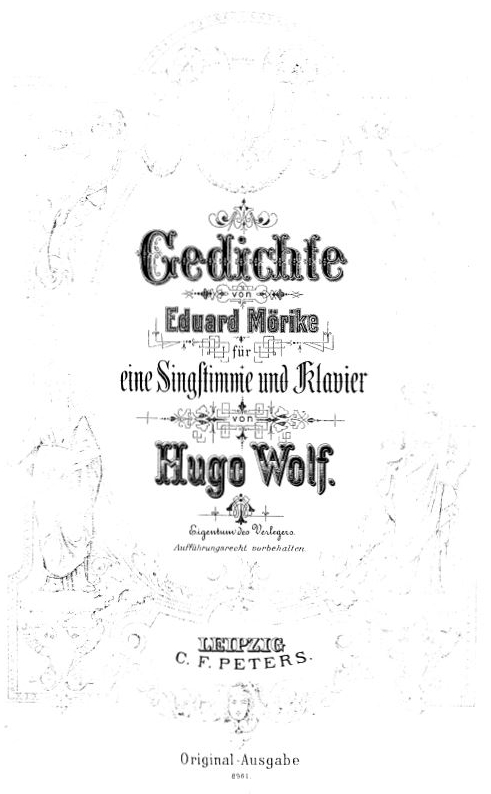
Titelblatt der 53 Mörike-Lieder, Originalausgabe aus der Sammlung Fritz Kauffmann

#### Lieder
- Liederstrauß. Sieben Gedichte aus dem Buch der Lieder von Heinrich Heine (1878, posthum veröffentlicht 1927):
Sie haben heut abend Gesellschaft, Ich stand in dunkeln Träumen, Das ist ein Brausen und Heulen, Aus meinen großen Schmerzen, Mir träumte von einem Königskind, Mein Liebchen wir saßen beisammen, Es blasen die blauen Husaren
- Gedichte von Eduard Mörike (1888):
Der Genesene an die Hoffnung, Der Knabe und das Immlein, Ein Stündlein wohl vor Tag, Jägerlied, Der Tambour, Er ist’s*, Das verlassene Mägdlein, Begegnung, Nimmersatte Liebe, Fussreise, An eine Aeolsharfe, Verborgenheit, Im Frühling, Agnes, Auf einer Wanderung, Elfenlied, Der Gärtner, Citronenfalter im April, Um Mitternacht, Auf eine Christblume I–II, Seufzer*, Auf ein altes Bild*, In der Frühe*, Schlafendes Jesuskind*, Charwoche*, Zum neuen Jahr, Gebet*, An den Schlaf*, Neue Liebe*, Wo find’ ich Trost*, An die Geliebte, Peregrina I–II, Frage und Antwort, Lebe wohl, Heimweh, Lied vom Winde, Denk’ es, o Seele*, Der Jäger, Rat einer Alten, Erstes Liebeslied eines Mädchens, Lied eines Verliebten, Der Feuerreiter, Nixe Binsefuß, Gesang Weyla’s*, Die Geister am Mummelsee, Storchenbotschaft, Zur Warnung, Auftrag, Bei einer Trauung, Selbstgeständnis, Abschied (* auch mit Orchester)
- Gedichte von Joseph von Eichendorff (1887/88):
Der Freund, Der Musikant, Verschwiegene Liebe, Das Ständchen, Der Soldat I–II, Die Zigeunerin, Nachtzauber, Der Schreckenberger, Der Glücksritter, Lieber alles, Heimweh, Der Scholar, Der verzweifelte Liebhaber, Unfall, Liebesglück, Seemanns Abschied, Erwartung, Die Nacht, Waldmädchen
- Gedichte von Johann Wolfgang von Goethe (1888/89):
  - Harfenspieler I–III*, Spottlied aus Wilhelm Meister, Mignon I–III, Philine, Mignon*, Der Sänger, Der Rattenfänger*, Ritter Kurts Brautfahrt, Gutmann und Gutweib, Cophtisches Lied I–II, Frech und froh I–II, Beherzigung, Prometheus*, Ganymed, Grenzen der Menschheit, Epiphanias, Nepomuks Vorabend, Genialisch Treiben, Der Schäfer, Der neue Amadis, Blumengruß, Gleich und Gleich, Die Spröde, Die Bekehrte, Frühling über’s Jahr, Anakreons Grab*, Dank des Paria, Königlich Gebet
  - Westöstlicher Divan (aus dem „Buch des Sängers“): Phänomen, Erschaffen und Beleben
  - Westöstlicher Divan (aus dem „Schenkenbuch“): Ob der Koran von Ewigkeit sei?, Trunken müssen wir alle sein!, So lang man nüchtern ist, Sie haben wegen der Trunkenheit, Was in der Schenke waren heute
  - Westöstlicher Divan (aus dem „Buch Suleika“): Nicht Gelegenheit macht Diebe, Hoch beglückt in deiner Liebe, Als ich auf dem Euphrat schiffte, Dies zu deuten bin erbötig, Hätt ich irgend wohl Bedenken, Komm, Liebchen, komm, Wie sollt ich heiter bleiben, Wenn ich dein gedenke, Locken, haltet mich umfangen, Nimmer will ich dich verlieren (* auch mit Orchester)
- Spanisches Liederbuch nach Paul Heyse und Emanuel Geibel (1889/90):
  - Geistliche Lieder: Nun bin ich dein, Die du Gott gebarst, du Reine, Nun wandre, Maria, Die ihr schwebet, Führ mich, Kind nach Bethlehem, Ach, des Knaben Augen, Müh’voll komm’ ich und beladen, Ach, wie lang die Seele schlummert!, Herr, was trägt der Boden hier, Wunden trägst du mein Geliebter
  - Weltliche Lieder: Klinge, klinge, mein Pandero, In dem Schatten meiner Locken*, Seltsam ist Juanas Weise, Treibe nur mit Lieben Spott, Auf dem grünen Balkon, Wenn du zu den Blumen gehst*, Wer sein holdes Lieb verloren*, Ich fuhr über Meer, Blindes Schauen, dunkle Leuchte, Eide, so die Liebe schwur, Herz, verzage nicht geschwind*, Sagt, seid Ihr es, feiner Herr, Mögen alle bösen Zungen, Köpfchen, Köpfchen, nicht gewimmert, Sagt ihm, daß er zu mir komme, Bitt’ ihn, o Mutter, Liebe mir im Busen zündet, Schmerzliche Wonnen, Trau’ nicht der Liebe, Ach, im Maien war’s, Alle gingen, Herz, zur Ruh, Dereinst, dereinst, Gedanke mein, Tief im Herzen trag’ ich Pein, Komm, o Tod, von Nacht umgeben, Ob auch finstre Blicke glitten, Bedeckt mich mit Blumen, Und schläfst du, mein Mädchen, Sie blasen zum Abmarsch, Weint nicht, ihr Äuglein!, Wer tat deinem Füsslein weh?, Deine Mutter, süsses Kind, Da nur Leid und Leidenschaft, Wehe der, die mir verstrickte meinen Geliebten!, Geh’, Geliebter, geh’ jetzt! (* auch mit Orchester)
- Alte Weisen. Sechs Gedichte von Gottfried Keller für eine Frauenstimme und Klavier (1890):
Tretet ein, hoher Krieger, Singt mein Schatz wie ein Fink, Du milchjunger Knabe, Wandl’ ich in dem Morgentau, Das Köhlerweib ist trunken, Wie glänzt der helle MondSingt mein Schatz wie ein Fink, Aufgeführt von Cecília Rodríguez und Esther Vilar im Wolfram Rieger International Lied Course 2023
- Italienisches Liederbuch nach Paul Heyse (Teil I 1890/91, Teil II 1896):
  - Teil I: Mir ward gesagt, du reisest in die Ferne, Ihr seid die Allerschönste, Gesegnet sei, durch den die Welt entstund, Selig ihr Blinden, Wer rief dich denn?, Der Mond hat eine schwere Klag’ erhoben, Nun laß uns Frieden schließen, Daß doch gemalt all’ deine Reize wären, Du denkst, mit einem Fädchen mich zu fangen, Mein Liebster ist so klein, Und willst du deinen Liebsten sterben sehen, Wie lange schon war immer mein Verlangen, Geselle, woll’n wir uns in Kutten hüllen, Nein, junger Herr!, Hoffärtig seid ihr, schönes Kind, Auch kleine Dinge können uns entzücken, Ein Ständchen Euch zu bringen, Ihr jungen Leute, Mein Liebster singt, Heb’ auf dein blondes Haupt, Wir haben beide lange Zeit geschiegen, Man sagt mir, deine Mutter woll’ es nicht
  - Teil II: Ich esse nun mein Brot nicht trocken mehr, Mein Liebster hat zu Tische mich geladen, Ich ließ mir sagen, Schon streckt’ ich aus im Bett die müden Glieder, Du sagst mir, daß ich keine Fürstin sei, Laß sie nur gehn!, Wie viele Zeit verlor ich, Und steht Ihr früh am Morgen auf vom Bette, Wohl kenn’ ich Euern Stand, Wie soll ich fröhlich sein?, O wär’ dein Haus durchsichtig wie ein Glas, Sterb’ ich, so hüllt in Blumen meine Glieder, Gesegnet sei das Grün!, Wenn du mich mit den Augen streifst, Was soll der Zorn, mein Schatz?, Benedeit die sel'ge Mutter, Schweig einmal still!, Nicht länger kann ich singen, Wenn du, mein Liebster, steigst zum Himmel auf, Ich hab’ in Penna einen Liebsten wohnen, Heut’ Nacht erhob ich mich, O wüßtest du, wieviel ich deinetwegen, Verschling’ der Abgrund meines Liebsten Hütte, Was für ein Lied soll dir gesungen werden?

- Drei Gedichte von Michelangelo für eine Baßstimme und Klavier (März 1897):
Wohl denk’ ich oft, Alles endet, was entstehet, Fühlt meine Seele
- Zahlreiche weitere Vertonungen, Jugendlieder, zu Lebzeiten unveröffentlichte Lieder auf Texte von Byron, Eichendorff, Goethe, Hebbel, Heine, Fallersleben, Ibsen, Kerner, Lenau, Mörike, Reinick, Rückert, Scheffel, Shakespeare u. a.

#### Chorwerke
- Sechs geistliche Lieder für gemischten Chor a cappella (Eichendorff) (1881)
Aufblick, Einklang, Letzte Bitte, Resignation, Ergebung, Erhebung
- Christnacht (August von Platen) für Soli, gemischten Chor und großes Orchester (1886–89)
- Elfenlied (Shakespeare, Übersetzung August Wilhelm Schlegel) für Sopransolo, Frauenchor und Orchester (1889–91)
- Der Feuerreiter (Mörike) für gemischten Chor und Orchester (1892)
- Dem Vaterland (Reinick) für Männerchor und Orchester (1890–98)
- Morgenhymnus (Reinick) für gemischten Chor und Orchester (1897)
- Frühlingschor aus Manuel Venegas (Moriz Hoernes) für gemischten Chor und Orchester (1897/98)

### Orchesterwerke
- Scherzo g-Moll und Finale B-Dur für Orchester (Überreste aus Wolfs Sinfonie-Plänen) (1876/77)
- Penthesilea, Sinfonische Dichtung für Orchester nach Heinrich von Kleist (1883–1885)
- Italienische Serenade G-Dur, Fassung für Orchester (1892)

### Kammermusik
- Konzert für Violine und Klavier op. 6, unvollendet (1875)
- Klaviersonate G-Dur op. 8, 1876
- Klaviersonate g-Moll op. 14, nur erster Satz erhalten (1876)
- Streichquartett d-Moll (1879–1884)
- Intermezzo Es-Dur für Streichquartett (1886)
- Italienische Serenade G-Dur für Streichquartett (1887)

## Eponyme
Bis zu den Lebzeiten Wolfs reicht die Geschichte der Internationalen Hugo-Wolf-Akademie für Gesang, Dichtung und Liedkunst zurück, die als Initiative eines Wolf-Freundeskreises begann und inzwischen alle zwei Jahre den Internationalen Wettbewerb für Liedkunst Stuttgart ausrichtet. Editorisch für das Werk Wolfs engagiert ist die Internationale Hugo Wolf-Gesellschaft Wien. Im 19. Wiener Gemeindebezirk Döbling, südlich der Krottenbachstraße, liegt der 1925 angelegte Hugo-Wolf-Park, der seit 1953 den Namen des Komponisten trägt. Am 14. Juli 1992 wurde der Asteroid (5177) Hugowolf nach dem Komponisten benannt. Im Jahr darauf wählte sich das Hugo-Wolf-Quartett den Komponisten als Namensgeber.

## Wolf-Museum

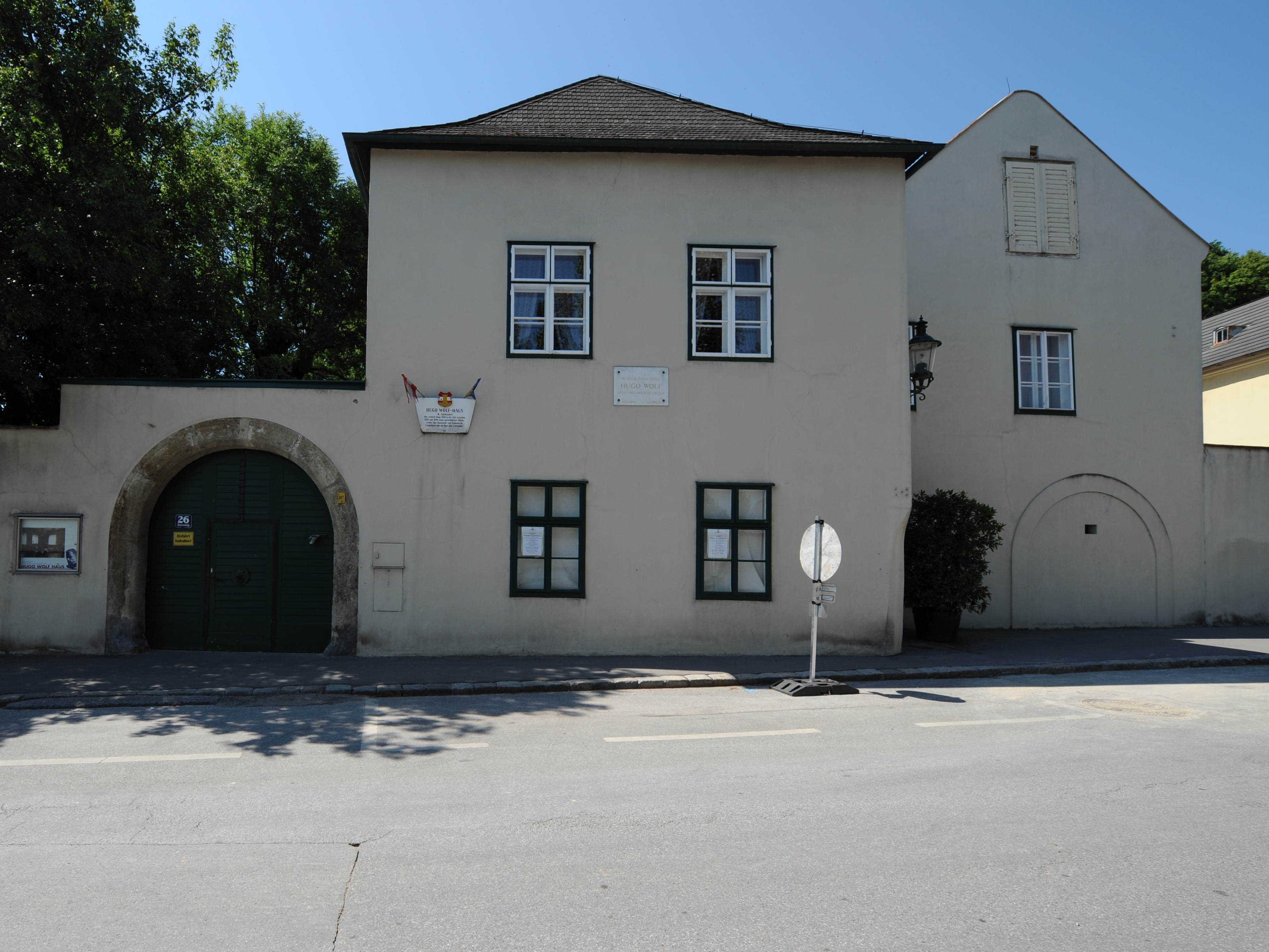
Montserrater Hof (Werner-Haus), in dem Hugo Wolf sich oft aufhielt und in dem ab 1973 das Wolf-Museum eingerichtet wurde

Otto Werner, der kinderlose Enkel von Heinrich und Marie Werner, vererbte der Gemeinde Perchtoldsdorf Teile der Sammlung und das Werner-Haus, das aus der Zeit nach der Zweiten Türkenbelagerung stammte, mit der Auflage, ein Wolf-Museum einzurichten. Dieses wurde im Jahr 1973 mit der Originaleinrichtung eröffnet.